# Nationalparker i Costa Rica

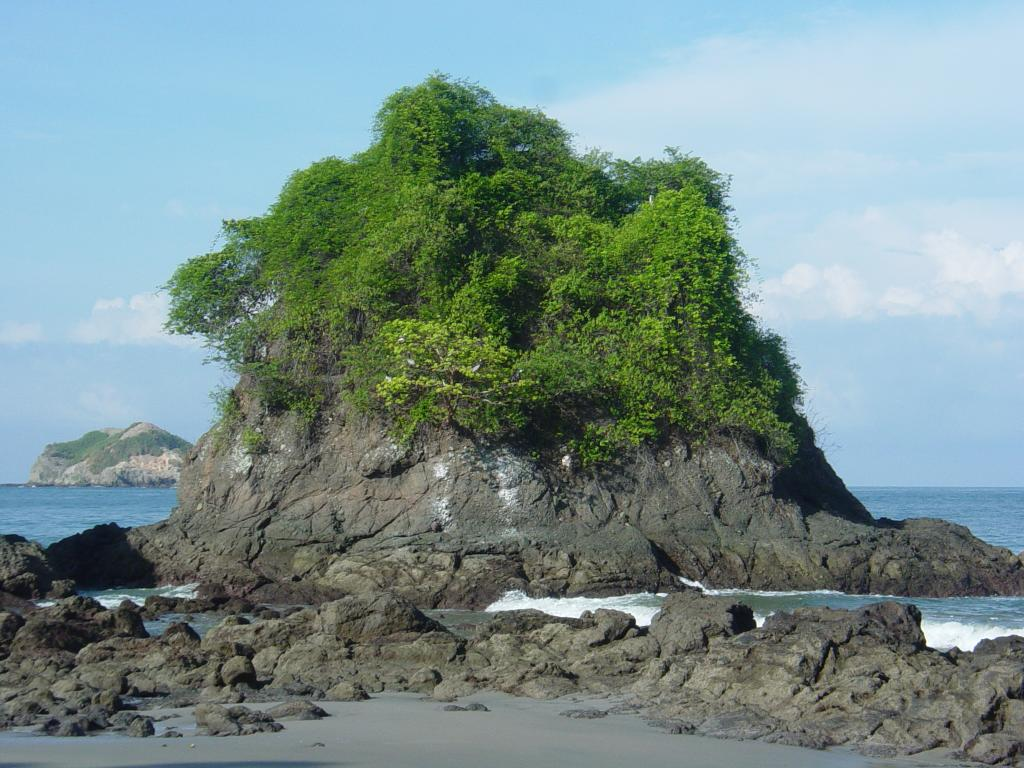
Manuel Antonio nationalpark

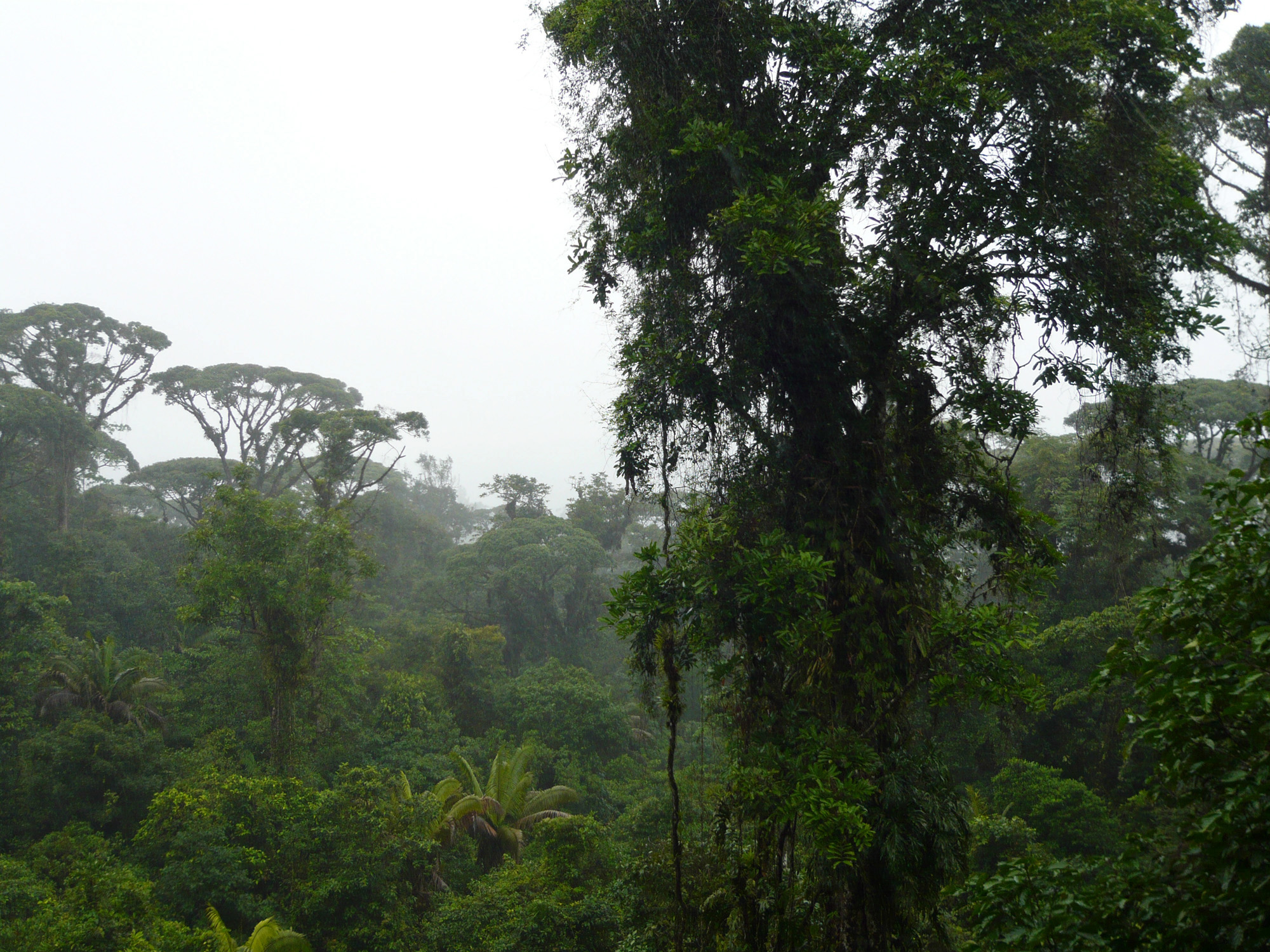
Braulio Carrillo nationalpark

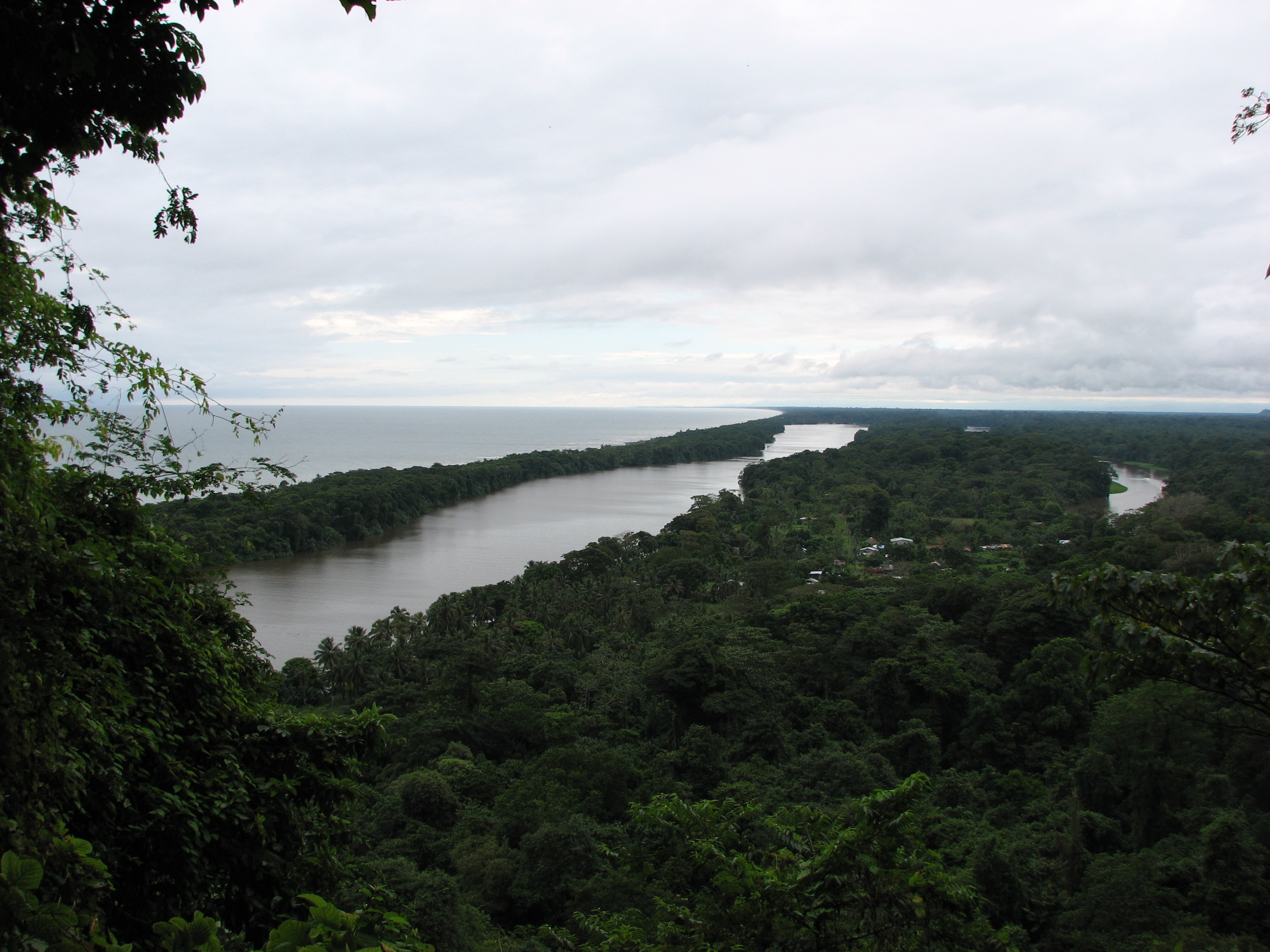
Tortuguero nationalpark

Det finns 26  nationalparker i Costa Rica. Costa Ricas nationalparker administreras av SINAC, Sistema Nacional de Areas de Conservacion. Poás Volcano nationalpark var den första nationalparken i Costa Rica och inrättades 1955. Den största av dem är La Amistad nationalpark, med en yta på 1991 km² och den minsta är Manuel Antonio nationalpark med en yta på 16 km².

## Lista
- Volcán Arenal nationalpark
- Barbilla nationalpark
- Barra Honda nationalpark
- Braulio Carrillo nationalpark
- Cahuita nationalpark
- Carara nationalpark
- Chirripó nationalpark
- Corcovado nationalpark
- Diria nationalpark
- Guanacaste nationalpark
- Volcán Irazú nationalpark
- Juan Castro Blanco nationalpark
- Kokosøya nationalpark
- La Amistad nationalpark (ligger även i Panama)
- La Cangreja nationalpark
- Manuel Antonio nationalpark
- Palo Verde nationalpark
- Piedras Blancas nationalpark
- Volcán Poás nationalpark
- Rincón de la Vieja Volcano nationalpark
- Santa Rosa nationalpark
- Tapantí nationalpark
- Volcán Tenorio nationalpark
- Tortuguero nationalpark
- Volcán Turrialba nationalpark